# Oligocen
| System                         | Oddział  | Piętro    | Wiek (mln lat) |
| ------------------------------ | -------- | --------- | -------------- |
| Neogen                         | Miocen   | Akwitan   | młodsze        |
| Paleogen                       | Oligocen | Szat      | 23,03–27,82    |
| Paleogen                       | Oligocen | Rupel     | 27,82–33,9     |
| Paleogen                       | Eocen    | Priabon   | 33,9–37,71     |
| Paleogen                       | Eocen    | Barton    | 37,71–41,2     |
| Paleogen                       | Eocen    | Lutet     | 41,2–47,8      |
| Paleogen                       | Eocen    | Iprez     | 47,8–56,0      |
| Paleogen                       | Paleocen | Tanet     | 56,0–59,2      |
| Paleogen                       | Paleocen | Zeland    | 59,2–61,6      |
| Paleogen                       | Paleocen | Dan       | 61,6–66,0      |
| Kreda                          | Górna    | Mastrycht | starsze        |
| Podział według IUGS, luty 2022 |          |           |                |

Oligocen (ang. Oligocene)
- w sensie geochronologicznym: najmłodsza epoka paleogenu, trwająca około 11 milionów lat (od 33,9 do 23,03 mln lat temu). Oligocen jest młodszy od eocenu a starszy od miocenu. Dzieli się na dwa wieki: rupel i szat.

- w sensie chronostratygraficznym: najwyższy oddział paleogenu, wyższy od eocenu a niższy od miocenu. Oligocen dzieli się na dwa piętra: rupel i szat.

Nazwa pochodzi od połączenia dwóch greckich słów ὀλίγος, oligos – mało i καινός, kainos – nowy. Nazywany czasami złotym wiekiem ssaków.

## Fauna
Wymarły prawalenie (Archaeoceti), a powstały fiszbinowce.
Pojawiły się dwie oryginalne rodziny ryb: wstęgorowate i podnawki.
Pojawiły się duże ssaki: Indricotherium, Brontotherium, Entelodont, Hyaenodon, Megistotherium.

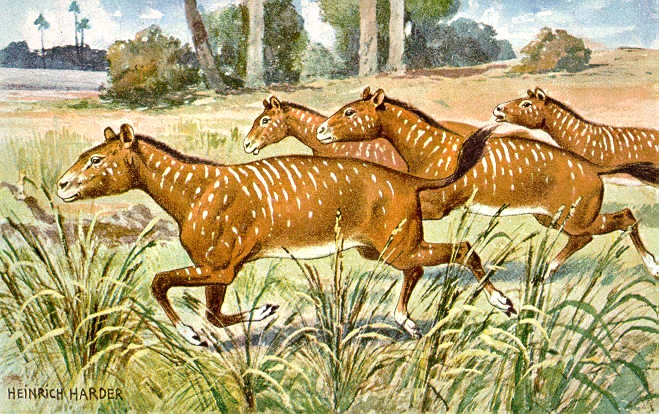
Mesohippus.

### Nowości ewolucyjne
- pojawiają się pierwsze jeleniowate
- pojawia się pierwszy kot Proailurus lemanensis odkryty w Europie
- pierwsze propliopiteki (naczelne): (rodzaj Propliopithecus)
- dalsza ewolucja koniowatych: Mesohippus
- największy ssak lądowy wszech czasów indrikoterium.

## Oligocen w Polsce
W oligocenie nadal trwała sedymentacja, która była spowodowana transgresją morską w eocenie. Przy czym na obszarach lądowych powstawały lokalnie pokłady węgli brunatnych. Pod koniec oligocenu płytkie morze wycofało się ku północnemu zachodowi, a na Niżu Polskim zapanowała sedymentacja limniczna i rzeczna (piasek i ił z przewarstwieniami węgli brunatnych).
Na obszarze Dolnego Śląska w późnym oligocenie nastąpiły w wielu rejonach wylewy law bazaltowych.